# 拉特勒塞-奥布河畔奥尔穆瓦
拉特勒塞-奥布河畔奥尔穆瓦（法語：Latrecey-Ormoy-sur-Aube，法語發音：[latʁəsɛ ɔʁmwa syʁ ob]）是法国上马恩省的一个市镇，属于肖蒙区。该市镇于1972年由原市镇拉特勒塞（Latrecey）和奥布河畔奥尔穆瓦（Ormoy-sur-Aube）合并而成。

## 地理
拉特勒塞-奥布河畔奥尔穆瓦（47°59'0"N, 4°51'25"E）面积46.27 平方千米，位于法国大東部大區上马恩省，该省份为法国东北部内陆省份，北起马恩省和默兹省，西接奥布省，西南接科多尔省，东南接上索恩省，东临孚日省。
与拉特勒塞-奥布河畔奥尔穆瓦接壤的市镇（或旧市镇、城区）包括：丹特维尔、热夫罗勒、奥布河畔蒙蒂尼、奥布河畔沃索勒、沙托维兰、库普赖、当瑟瓦尔、奥布河畔朗蒂。

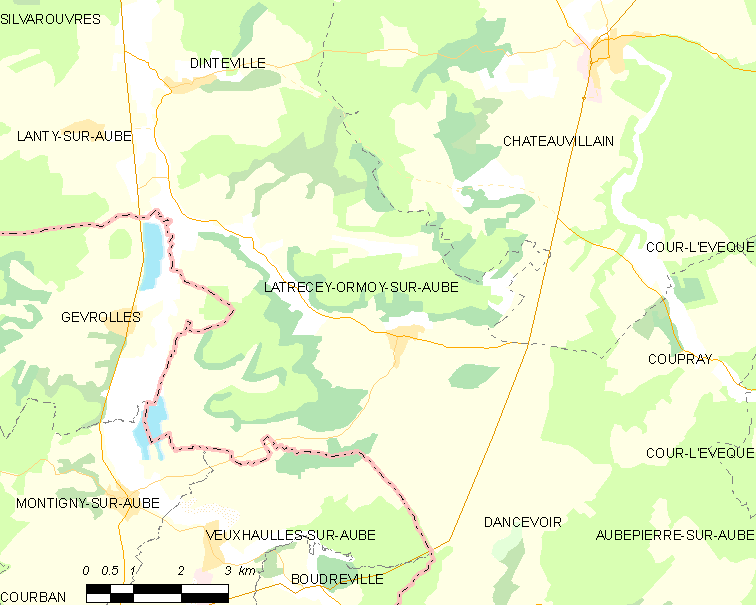
拉特勒塞-奥布河畔奥尔穆瓦的OSM定位图

拉特勒塞-奥布河畔奥尔穆瓦的时区为UTC+01:00、UTC+02:00（夏令时）。

## 行政
拉特勒塞-奥布河畔奥尔穆瓦的邮政编码为52120，INSEE市镇编码为52274。

## 政治
拉特勒塞-奥布河畔奥尔穆瓦所属的省级选区为沙托维兰县。

## 人口

1962-2008年间拉特勒塞-奥布河畔奥尔穆瓦人口变化图示

拉特勒塞-奥布河畔奥尔穆瓦于2022年1月1日时的人口数量为275人。